# 杜兰库尔-索库尔
杜兰库尔-索库尔（法語：Doulaincourt-Saucourt，法語發音：[dulɛ̃kuʁ sokuʁ]）是法国上马恩省的一个市镇，属于圣迪济耶区。该市镇于1973年由原市镇杜兰库尔（Doulaincourt）和罗尼翁河畔索库尔（Saucourt-sur-Rognon）合并而成。

## 地理
杜兰库尔-索库尔（48°19'22"N, 5°12'23"E）面积43.86 平方千米，位于法国大東部大區上马恩省，该省份为法国东北部内陆省份，北起马恩省和默兹省，西接奥布省，西南接科多尔省，东南接上索恩省，东临孚日省。
与杜兰库尔-索库尔接壤的市镇（或旧市镇、城区）包括：弗龙克勒、居德蒙-维利耶、叙沃圣于尔班、武埃库尔、罗什-贝坦库尔、栋雷米-朗代维尔、栋热、埃皮宗。

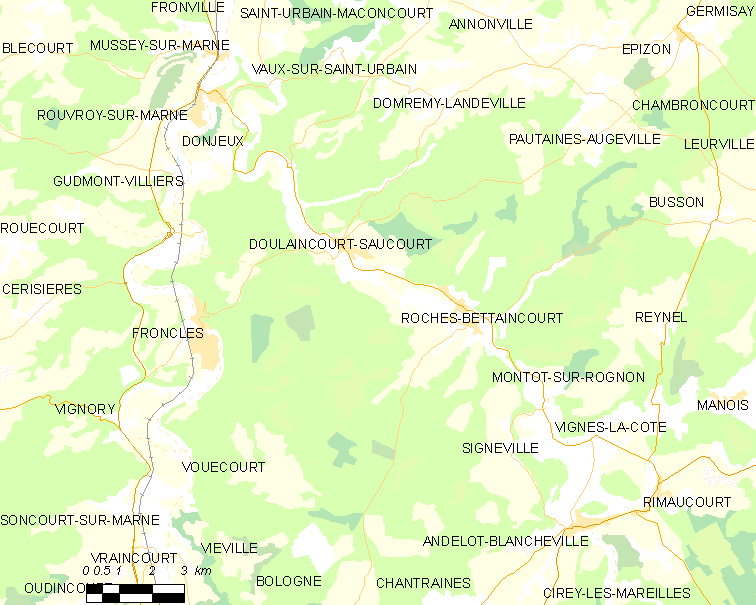
杜兰库尔-索库尔的OSM定位图

杜兰库尔-索库尔的时区为UTC+01:00、UTC+02:00（夏令时）。

## 行政
杜兰库尔-索库尔的邮政编码为52270，INSEE市镇编码为52177。

## 政治
杜兰库尔-索库尔所属的省级选区为博洛涅县。

## 人口

1962-2008年间杜兰库尔-索库尔人口变化图示

杜兰库尔-索库尔于2022年1月1日时的人口数量为753人。